# Ezio Pascutti
Ezio Pascutti (* 1. Juni 1937 in Mortegliano; † 4. Januar 2017 in Bologna) war ein italienischer Fußballspieler und -trainer. Er verbrachte seine gesamte Profikarriere beim FC Bologna, für den er in 296 Spielen der Serie A 130 Treffer erzielte.

## Karriere

### Verein
Ezio Pascutti begann seine Laufbahn 1955 beim italienischen Erstligisten FC Bologna, dem er während seiner gesamten Profikarriere die Treue hielt. In 336 Pflichtspielen erzielte er 142 Tore für den FC Bologna und belegt den dritten Platz in der ewigen Torschützenliste des Vereins.
Am 1. Januar 1956 gab er im Auswärtsspiel bei Lanerossi Vicenza sein Debüt in der Serie A und erzielte sogleich seinen ersten Treffer. Bis zum Saisonende 1955/56 kam er auf 18 Einsätze in der höchsten italienischen Spielklasse mit elf Torerfolgen. In der Saison 1958/59 brachte er es auf 17 Treffer in der Serie A, dies war seine beste Torausbeute in einer Saison.
1961 gewann er mit den Rossoblù den Mitropapokal, in der Saison 1963/64 folgte der größte Erfolg seiner Karriere mit dem Gewinn des Scudetto, der italienischen Meisterschaft, unter Trainer Fulvio Bernardini. In den 1960er-Jahren hielt Pascutti den Rekord für die meisten Spiele zum Saisonbeginn in Folge mit einem Torerfolg, in dem er in den ersten zehn Spielen je ein Mal ins gegnerische Tor traf. Während der Saison 1994/95 wurde er allerdings durch Gabriel Batistuta übertroffen, der in den ersten elf Spielen jeweils ein Mal erfolgreich war. Nach der Saison 1968/69 beendete er seine Profikarriere bei den Rossoblù.

### Nationalmannschaft
Pascutti wurde für das Länderspiel gegen Frankreich am 9. November 1958 erstmals in den Kader der Squadra Azzurra berufen und gab beim 2:2-Unentschieden gegen die Équipe Tricolore sein Debüt in der A-Nationalmannschaft. Danach wurde er über drei Jahre nicht für die Nationalmannschaft berücksichtigt und absolvierte seinen zweiten Einsatz am 7. Juni 1962 gegen die Schweiz an der Endrunde der Fußball-Weltmeisterschaft 1962 in Chile. Die Italiener scheiterten bei diesem Turnier in der Gruppenphase. Auch für die Fußball-Weltmeisterschaft 1966 wurde Pascutti in den Kader berufen und kam zu einem Einsatz in den Gruppenspielen, wo ihm ein Torerfolg allerdings versagt blieb und die Squadra Azzurra erneut bereits in der Gruppenphase aus dem Turnier ausschied.
Insgesamt absolvierte Pascutti 17 Länderspiele und schoss acht Tore. Seine ersten beiden Länderspieltore schoss er beim 2:1 im Freundschaftsspiel gegen Österreich, welches die Italiener am 11. November 1962 in Wien gewannen. Seine letzten beiden Tore erzielte er am 22. Juni 1966 im 3:0-Heimsieg der Italiener in einem Freundschaftsspiel gegen Argentinien. Am 25. Juni 1967 gab er im Qualifikationsspiel zur Fußballeuropameisterschaft 1968 gegen die Auswahl Rumäniens seinen Abschied von der Nationalelf.

## Erfolge
- Mitropapokal: 1961
- Italienische Meisterschaft: 1963/64